# О тебе пою
«О тебе пою: послание к моим дочерям» (англ. Of Thee I Sing: A Letter to My Daughters) — иллюстрированная детская книга американского политика Барака Обамы, вышедшая в 2010 году. Иллюстрации выполнил Лорен Лонг, работавший в New York Times. Само издательство Knopf Books for Young Readers описало произведение как «дань уважения тринадцати выдающимся американцам и идеалам, которые сформировали нацию». В книге рассказываются истории тринадцати американцев: Джорджа Вашингтона, Авраама Линкольна, Мартина Лютера Кинг-младшего, Нила Армстронга, Сидящего Быка, Сесара Чавеса, Билли Холидей, Майи Лин, Альберта Эйнштейна, Джорджии О'Кифф, Джеки Робинсона, Хелен Келлер и Джейн Аддамс.
Обама завершил написание книги в 2008 году, после своего избрания, но до вступления в должность. Выручка от продажи книги будет передана в стипендиальный фонд для детей погибших и ставших инвалидами военнослужащих США.